# San Simon (Pampanga)
San Simon è una municipalità di quarta classe delle Filippine, situata nella Provincia di Pampanga, nella regione di Luzon Centrale.
San Simon è formata da 14 baranggay:
- Concepcion
- De La Paz
- San Agustin
- San Isidro
- San Jose
- San Juan (Pob.)
- San Miguel
- San Nicolas
- San Pablo Libutad
- San Pablo Proper
- San Pedro
- Santa Cruz
- Santa Monica
- Santo Niño